# Память о Голде Меир

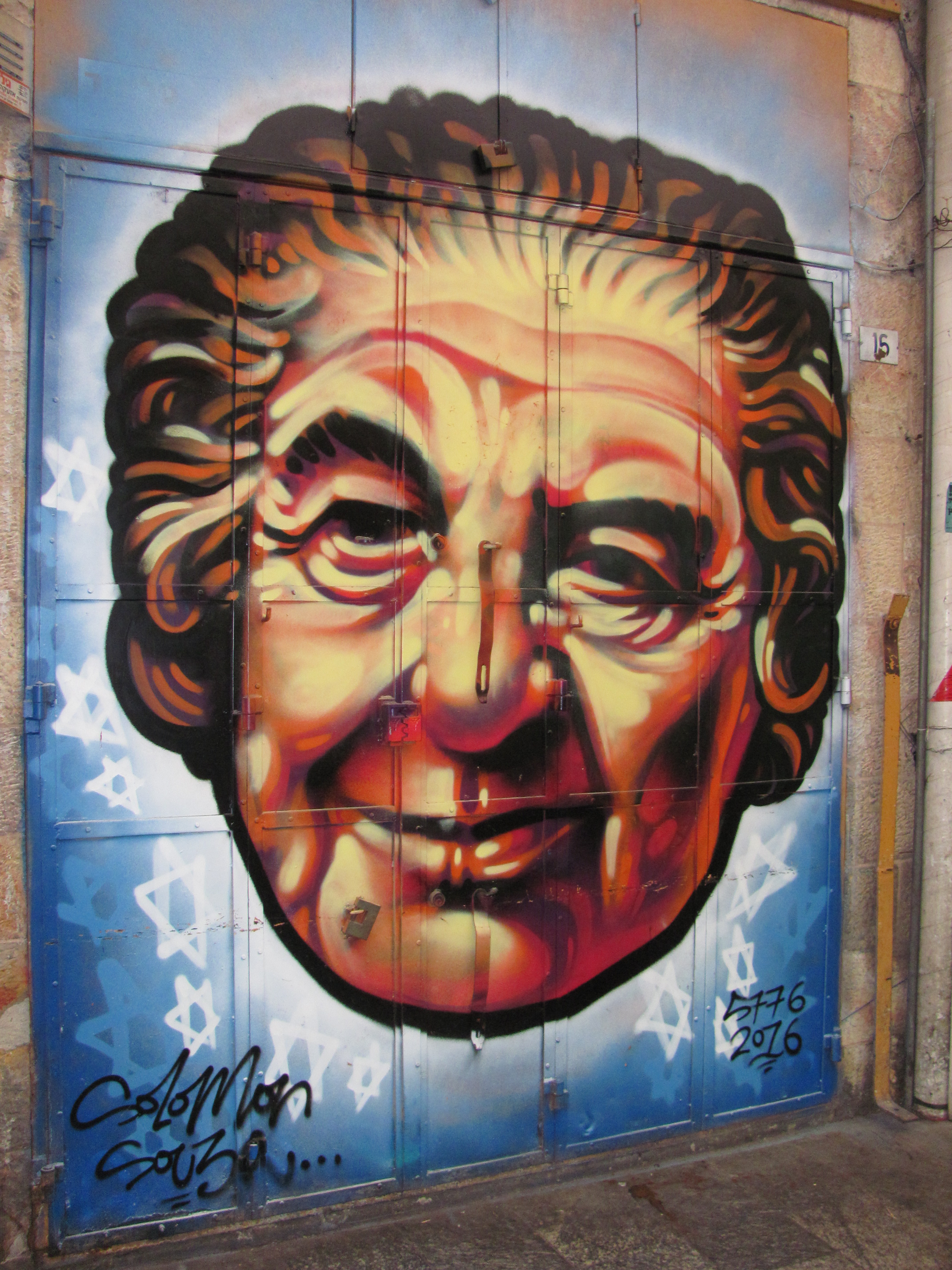
Мурал на рынке Махане-Иегуда (Иерусалим)

Увековечение памяти премьер-министра Израиля Голды Меир (Меерсон) началось ещё при жизни с выходом в США её первых биографий. К 2020 году число биографий Меир на разных языках превысило 50, многие из них ориентированы на чтение детьми и подростками. Несмотря на просьбу Меир не называть в её честь улиц и не возводить памятников, её именем после смерти назван ряд городских объектов в Израиле и некоторых других странах, а также создан ряд изображающих её скульптур. Голда Меир является главной героиней ряда пьес и кинофильмов, её образ также воплощён в произведениях, посвящённых ключевым событиям в истории Израиля, произошедшим в годы её пребывания на посту премьер-министра (теракт на Олимпийских играх в Мюнхене, последующая операция израильских спецслужб по уничтожению его организаторов и война Судного дня). Изображения Меир фигурируют на купюрах, монетах и почтовых марках Израиля.

## Автобиографическая проза, биографии и мемуары
Увековечение образа Голды Меир в биографической литературе началось ещё при жизни, а к 2020 году вышло не менее 50 биографий этой деятельницы, многие из которых предназначены для детей и подростков. Первая биография на английском языке, «Путь мужества» (англ. Way of Valor), написанная Мари Сыркин (дочерью Нахмана Сыркина, активисткой сионистского движения в США и личной подругой Голды), была издана уже в 1955 году. Сыркин выпустила переработанные и дополненные версии биографии в 1963 и 1969 годах. Она также стала автором статьи о Меир в первом издании серии Encyclopaedia Judaica. С тех пор в англоязычной литературе, согласно оценке одной из современных биографов Меир Франсин Клагсбрун, во многом сохраняется восторженное отношение к этой женщине.
В Израиле, напротив, на память о Меир оказывает ключевое влияние разразившаяся во время её пребывания на посту премьер-министра война Судного дня. Многие критики в Израиле возложили вину за неготовность Израиля к её началу на Меир. Ей также ставили в вину неуступчивость в переговорах с Египтом накануне войны — согласно критикам, бо́льшая готовность Израиля к уступкам могла бы предотвратить конфликт. Со временем к более сбалансированному взгляду на фигуру Меир в Израиле привели публикация ранее засекреченных документов периода войны Судного дня, а также неудачи в деле достижения мира с палестинцами, которые терпели последующие правительства Израиля. На этом фоне убеждение Голды в том, что условия для такого мира не сложились, перестало казаться негибким и недальновидным, а её решительный стиль руководства начали оценивать как выгодно отличающийся от стиля её преемников.
Биографы Голды Меир, в особенности ранние, работавшие над книгами и статьями до рассекречивания государственных архивов Израиля, во многом опираются на её собственные воспоминания, а также воспоминания близких к ней людей. Первым опытом её автобиографии историк Сара Шмидт называет изданную в 1930 году организацией Американских женщин-халуцот (и переизданную в 1975 году) книгу «Женщина за плугом» (англ. The Plough Woman). Эта книга содержала тексты, написанные сионистками палестинского ишува и посвящённые жизни халуцианских общин. Один из текстов в ней, как считается, принадлежит перу Голды Меерсон и впоследствии почти дословно воспроизводился как Сыркин, так и последующими биографами. При жизни Голды были изданы также несколько сборников её интервью (в 1962, 1973 и 1978 годах), а в 1972 году издательство «Ха-кибуц ха-меухад» выпустило литературную обработку её устных воспоминаний «Дом моего отца». В основу этого издания легла аудиозапись воспоминаний Меир, сделанная для серии передач радиостанции «Галей ЦАХАЛ» о сионистских лидерах. Наконец, в 1972 году она начала диктовать журналистке Рине Самуэль автобиографию, изданную уже после ухода в отставку с поста премьер-министра под названием «Моя жизнь». Эта книга впоследствии была переведена более чем на 20 языков.
Меир, по-видимому, не вела дневников, но после её смерти остался большой архив личной и деловой переписки, также использовавшийся впоследствии биографами. Помимо Государственного архива Израиля, материалы о жизни Голды Меерсон в 1921—1924 годах хранятся в архиве кибуца Мерхавия. Документы, связанные с деятельностью Меерсон в сионистских организациях ишува, составляют часть собрания Центрального сионистского архива в Иерусалиме. В архиве Бен-Гуриона в кибуце Сде-Бокер хранится значительный объём материалов, освещающих историю отношений между Бен-Гурионом и Меерсон.
Среди мемуаров о Голде С. Шмидт особо выделяет изданную в 1983 году книгу «Моя мать Голда Меир» (англ. My Mother Golda Meir: A Son’s Evocation of Life with Golda Meir), автором которой был Менахем Меир, старший сын Голды. Эта книга вышла в период, когда отношение к Меир во многом было отрицательным из-за войны Судного дня, и одной из задач автора было показать человеческую сторону её личности. Менахем пишет о матери с большим уважением, пытаясь сбалансировать образ женщины, полностью отдавшей себя государству, с личностными аспектами. Он переосмысляет многие из детских впечатлений в её пользу, но несмотря на эти старания в книге в целом с большей любовью показан его отец и муж Голды — Моррис Меерсон. В изданном в 2020 году биобиблиографическом справочнике бывшего директора пресс-службы правительства Израиля Мирона Медзини отмечаются мемуары ряда государственных деятелей и служащих, которым довелось работать с Меир. В их числе Медзини рассматривает воспоминания высокопоставленых сотрудников министерства труда Ицхака Эйлама (1986) и Залмана Хена (1987) на иврите и сотрудника МИДа и офиса премьер-министра Иехуды Авнера (2010) на английском.
Объём посвящённой Меир литературы на иврите сравнительно невелик. В сборниках и материалах конференций, посвящённых статусу женщины в Израиле, ей уделено мало места, её отношение к идеям феминизма подвергается критике. Из биографий Меир, изданных на иврите, выделяется книга Мирона Медзини, знакомого с Меир не только как государственный служащий, но и как сын её подруги Регины Гамбургер. Книга, впервые вышедшая в 1990 году, выдержала ряд переизданий, в том числе в 2017 году в английском переводе, выполненном с издания 2008 года, дополненного после публикации ранее неизвестныых документов. Сам Медзини положительно оценивал сборник статей под редакцией Меира Авизоара «Голда — расцвет лидера», вышедший в 1994 году и описывавший этапы карьеры Меир до провозглашения Государства Израиль. О биографии Меир, выпущенной на иврите в 2012 году Йоси Гольдштейном (автором серии жизнеописаний различных израильских лидеров), Медзини, напротив, отзывается крайне критически, упрекая в многочисленных ошибках, хронологической путанице и искажении источников.
В 2015 году оригинальная биография Меир появилась на французском языке. Книга Клод-Катрин Кьежман «Голда — жизнь за Израиль» (фр. Golda Meir : Une vie pour Israël) основана на ранее опубликованном материале и интервью с современниками и, по оценке Медзини, не содержит принципиально новой информации. В основном, однако, биографии Голды выходили на английском языке. Ранние биографии, начиная с публикаций Сыркин, идеализируют эту деятельницу, представляя её как «мать народа Израиля», олицетворение всех лучших черт еврейской бабушки. Эту тенденцию С. Шмидт называет «современными житиями» (англ. modern hagiography), а типичный образец подобной литературы, вышедшую в 1971 году биографию Пегги Манн «Голда: жизнь премьер-министра Израиля» (англ. Golda: The Life of Israel’s Prime Minister), характеризует как рассчитанную на коммерческий успех историю современной Золушки. Книга Манн, в восторженных тонах описывающая не только главную героиню, но и идеи сионизма в целом, и старательно избегающая анализа спорных моментов в карьере Меир, выдержала ряд переизданий. На английском языке издана и хвалебная биография Элияху Агреса «Голда Меир — портрет премьер-министра» (англ. Golda Meir - Portrait of a Prime Minister), выпущенная в 1969 году по заказу партии «Авода».
Более критична биография, выпущенная журналистом Робертом Слейтером через 3 года после смерти Меир: она подробнее раскрывала тему внутриполитической борьбы и закулисных интриг с участием героини книги. Из этой работы читатели также впервые узнали о существовании у Меир страдавшей синдромом Дауна внучки Меиры и о холодном отношении к ней со стороны Голды. К числу «ревизионистских» публикаций С. Шмидт относит вышедшую в 1988 году книгу Ральфа Мартина — американского писателя, специализирующегося на биографиях знаменитостей. В этой публикации освещается период жизни Голды до основания Израиля и уделяется много внимания её романам, в том числе с Давидом Ремезом и Залманом Шазаром. Мартин акцентирует внимание на богатой половой жизни Меерсон и даёт понять читателю, что её карьера строилась через постель. Книга задумывалась как первая часть дилогии, во второй части которой должны были освещаться «годы во власти», но холодный приём у публики положил конец этим планам.
В начале XXI века на английском языке с разницей менее чем в 10 лет вышли две подробные биографии Меир, написанные Элинор Беркетт и Франсин Клагсбрун. Хотя обе книги в основном описывают Голду, её работу и её политические взгляды в положительном свете, работа Беркетт более критична в описании личных черт её героини. Об этой книге М. Медзини отзывается как о в целом хорошей биографии, содержащей, однако, значительное количество фактографических ошибок. Работу Клагсбрун он, напротив, называет лучшей и наиболее полной биографией Меир на английском языке. Он отмечает большое количество содержащегося в ней нового материала и предсказывает, что она надолго останется основополагающей биографией Меир. Книга Клагсбрун была удостоена Национальной еврейской книжной премии США за 2017 год.

## Сценические воплощения

### Театр
За год до смерти Голды Меир на Бродвее была поставлена двухактная пьеса Уильяма Гибсона «Голда». В основу пьесы легла автобиография Меир «Моя жизнь»; Голда отвергла предложение о постановке по этой книге мюзикла Лайонелом Бартом (автором «Оливера»), но приняла предложение о переработке Гибсоном, который был одним из её любимых автров. Конечный результат её, однако, разочаровал. Это касалось как самой пьесы, так и игры исполнявшей её роль Энн Бэнкрофт: Меир сказала, что никогда не стала бы премьер-министром, если бы выглядела и говорила, как Бэнкрофт.
В 2003 году моноспектакль «Балкон Голды», также созданный Гибсоном, стал хитом театрального сезона и с успехом прошёл в ряде городов США. Постановка продержалась на сцене Бродвея 15 месяцев, побив рекорд продолжительности среди пьес для одной актрисы. Этот спектакль в 2004 году принёс актрисе Тове Фелдшу номинацию на престижную театральную премию «Тони».

### Кинематограф

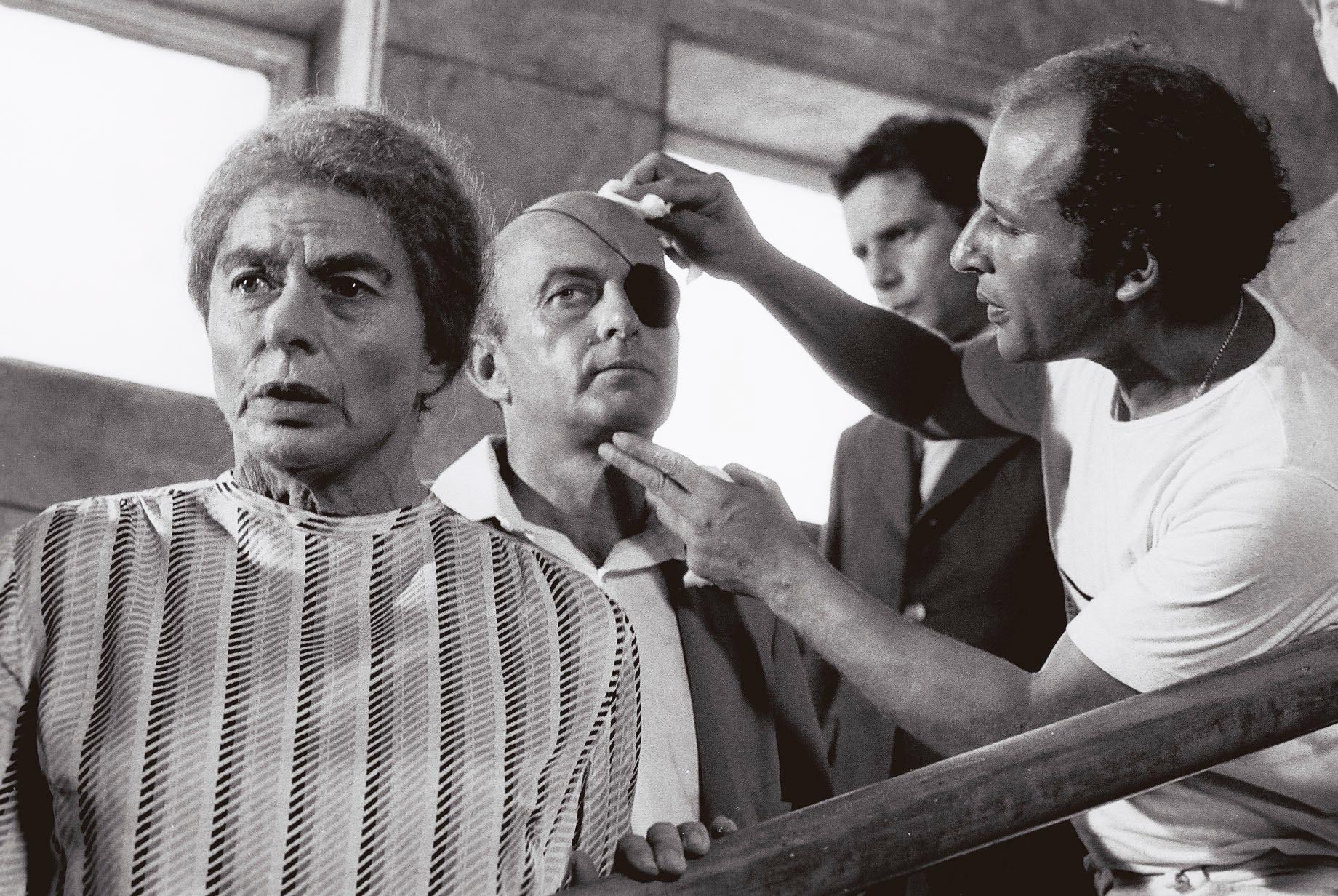
Ингрид Бергман и Йоси Грабер (в роли Моше Даяна) на съёмках фильма «Женщина по имени Голда»

- В телевизионном художественном фильме «21 час в Мюнхене[англ.]» (США, 1976) роль премьер-министра Меир исполнила немецкая актриса Эльзе Квекке[нем.][29].
- В 1982 году в Великобритании был снят художественный мини-сериал «Женщина по имени Голда», в котором роль Голды Меир исполнила Ингрид Бергман[30]. В том же году и под тем же названием в США вышла новеллизация фильма за авторством Майкла Аваллоне[англ.][18].
- В канадском телефильме «Меч Гедеона» (1986) об уничтожении террористов «Чёрного сентября» роль Меир сыграла Коллин Дьюхёрст[31].
- В фильме Стивена Спилберга «Мюнхен» (2005) на ту же тему в роли Меир выступила Линн Коэн[32].
- В американской картине 2019 года «Балкон Голды»[англ.] все роли, включая заглавную, сыграла Това Фелдшу[33], ранее выступавшая в этом же качестве в театральной постановке одноимённой пьесы Уильяма Гибсона.
- В ленте 2022 года «Голда. Судный день» главную роль исполнила Хелен Миррен[30].

## Топонимика и памятники
Несмотря на просьбу Голды Меир не называть объектов в её честь, уже через год её имя было присвоено площади в Нью-Йорке. В 1984 году на площади был установлен бюст Меир работы Беатрис Голдфайн. Её именем назван также ряд других объектов:
- Израиль — бульвар в Иерусалиме и улица в районе Рамот Восточного Иерусалима, район Рамат-Голда в Хайфе, улицы в Нес-Ционе, Реховоте, Ришон-ле-Ционе, Хадере, Хайфе, Ход-ха-Шароне, Холоне и ряде других населённых пунктов, центр исполнительских искусств в Тель-Авиве, Международный учебный центр в Хайфе[36].
- США — библиотека Университета Висконсина в Милуоки, школа, которую Голда Мабович окончила в этом городе, центр политических наук Колледжа штата Колорадо[36].
- Украина — улицы в Киеве и Изюме (переименования 2022 года)[37].
- Германия — мост в Берлине[38].
- Уругвай — площадь в Монтевидео[39].

В память о Голде Меир установлены мемориальные доски в Киеве и Милуоки, памятник ей воздвигнут на площади Великих людей в Монпелье (Франция). Памятники Меир также существуют в нескольких населённых пунктах Израиля, среди которых:
- Тель-Авив (совместное изображение Меир и Бен-Гуриона, скульпторы Варда Гиволи и Илан Гельбер)[41].
- Ришон-ле-Цион (парк Лидеров нации)[42].
- Кибуц Кфар-Блюм (региональный совет Ха-Галиль-ха-Элион)[42].

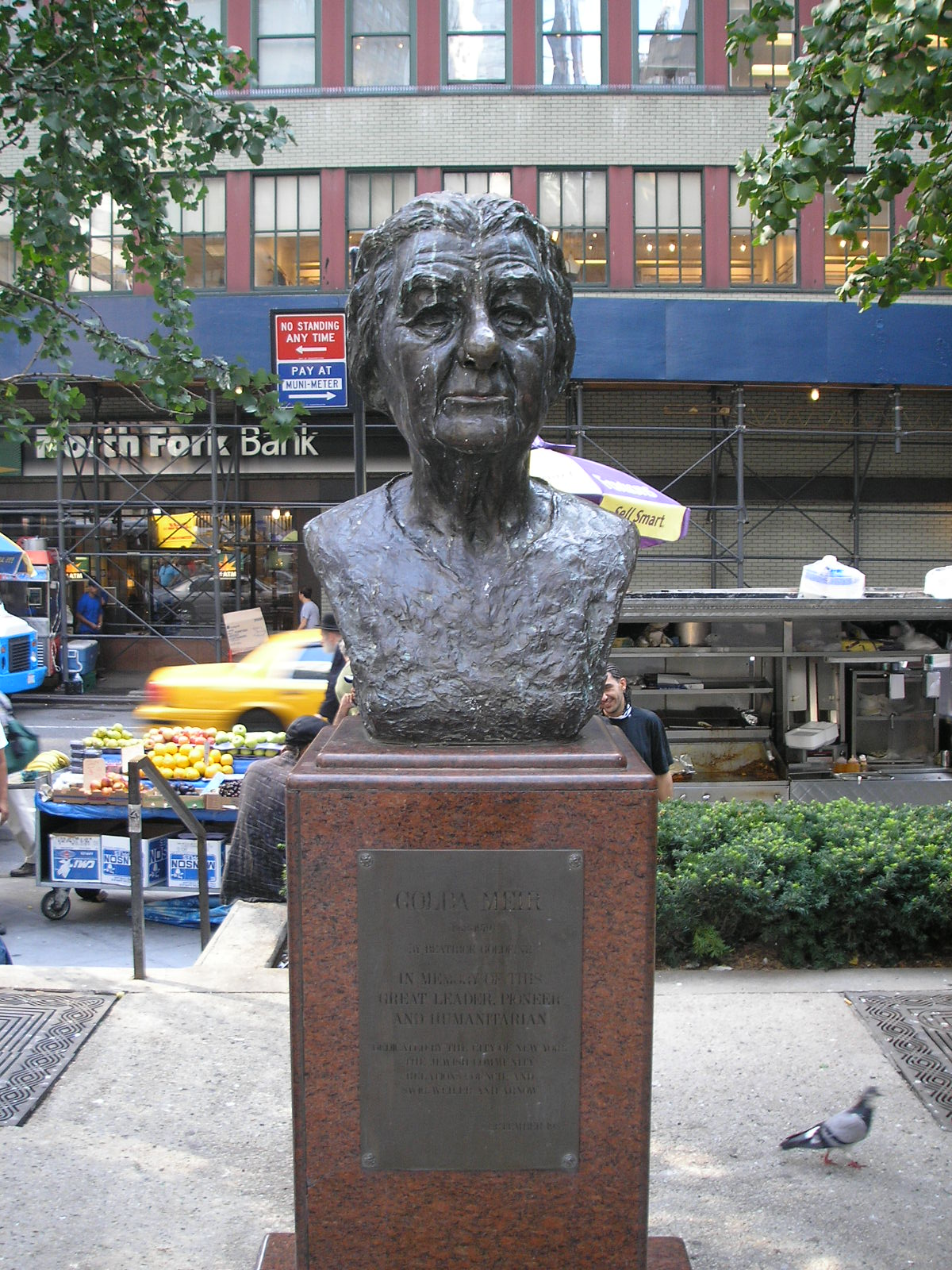
Бюст на Голда-Меир-сквер, Манхэттен (Нью-Йорк)
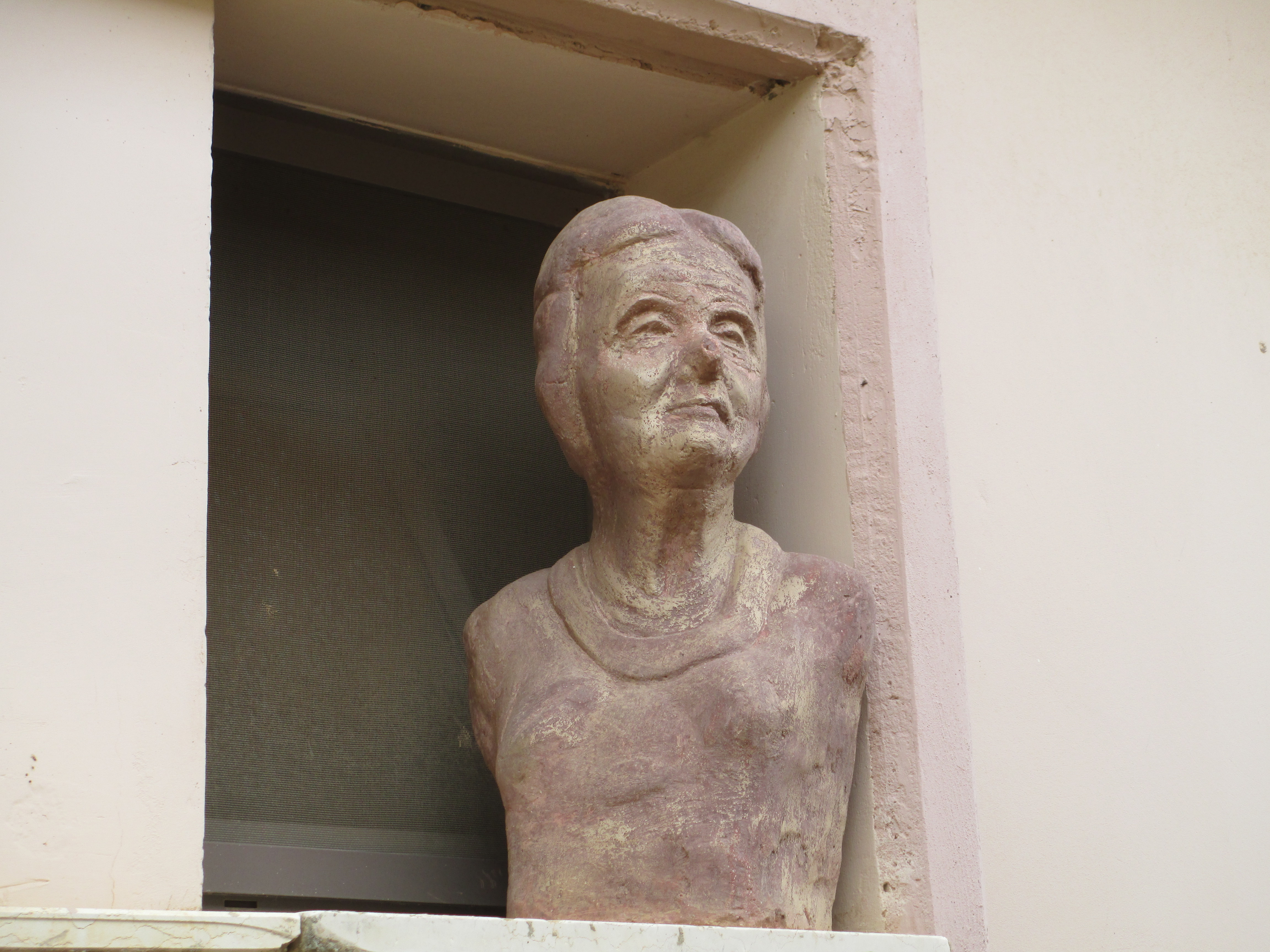
Бюст в кибуце Кфар-Блюм
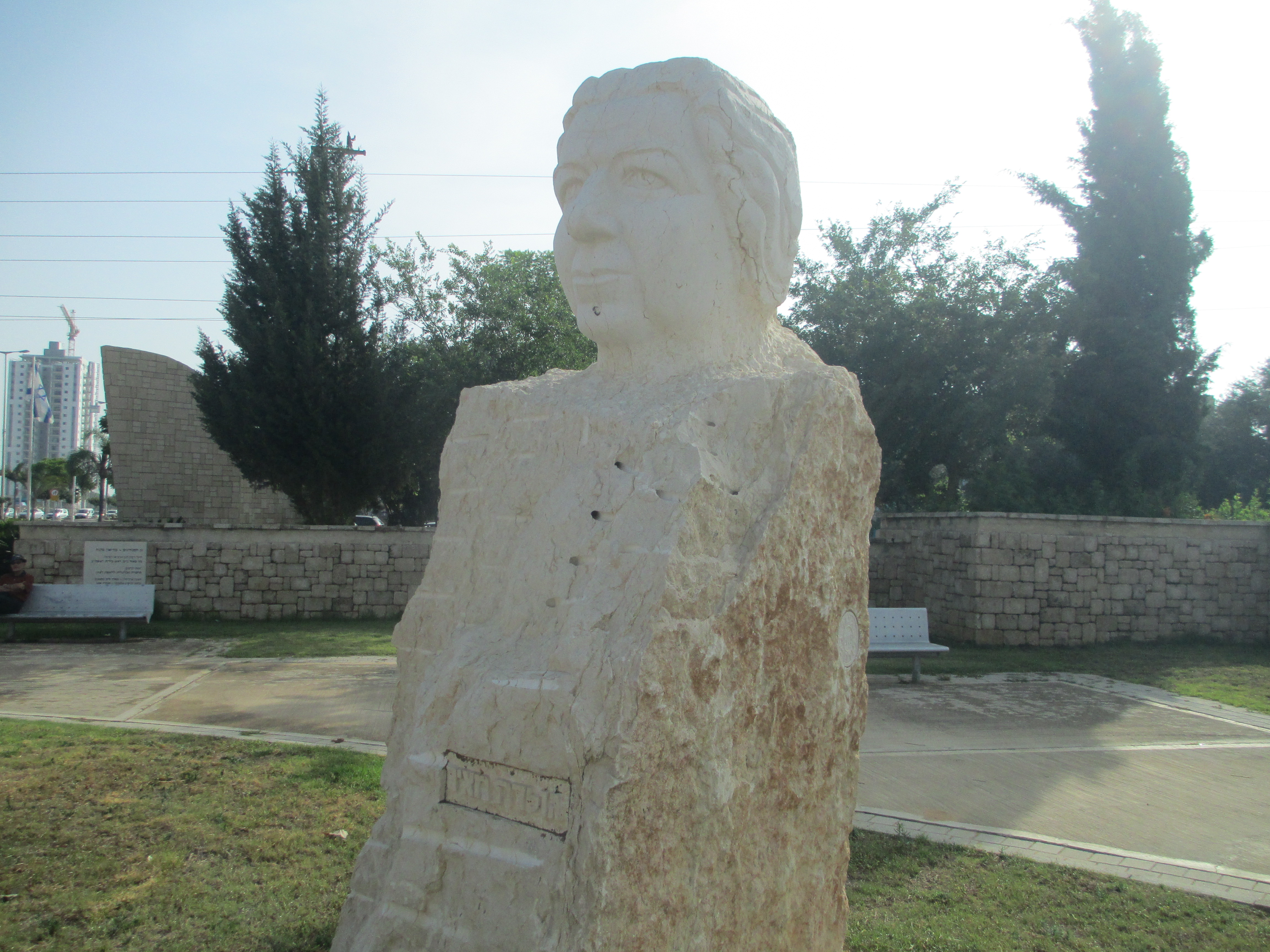
Бюст в парке Лидеров нации, Ришон-ле-Цион
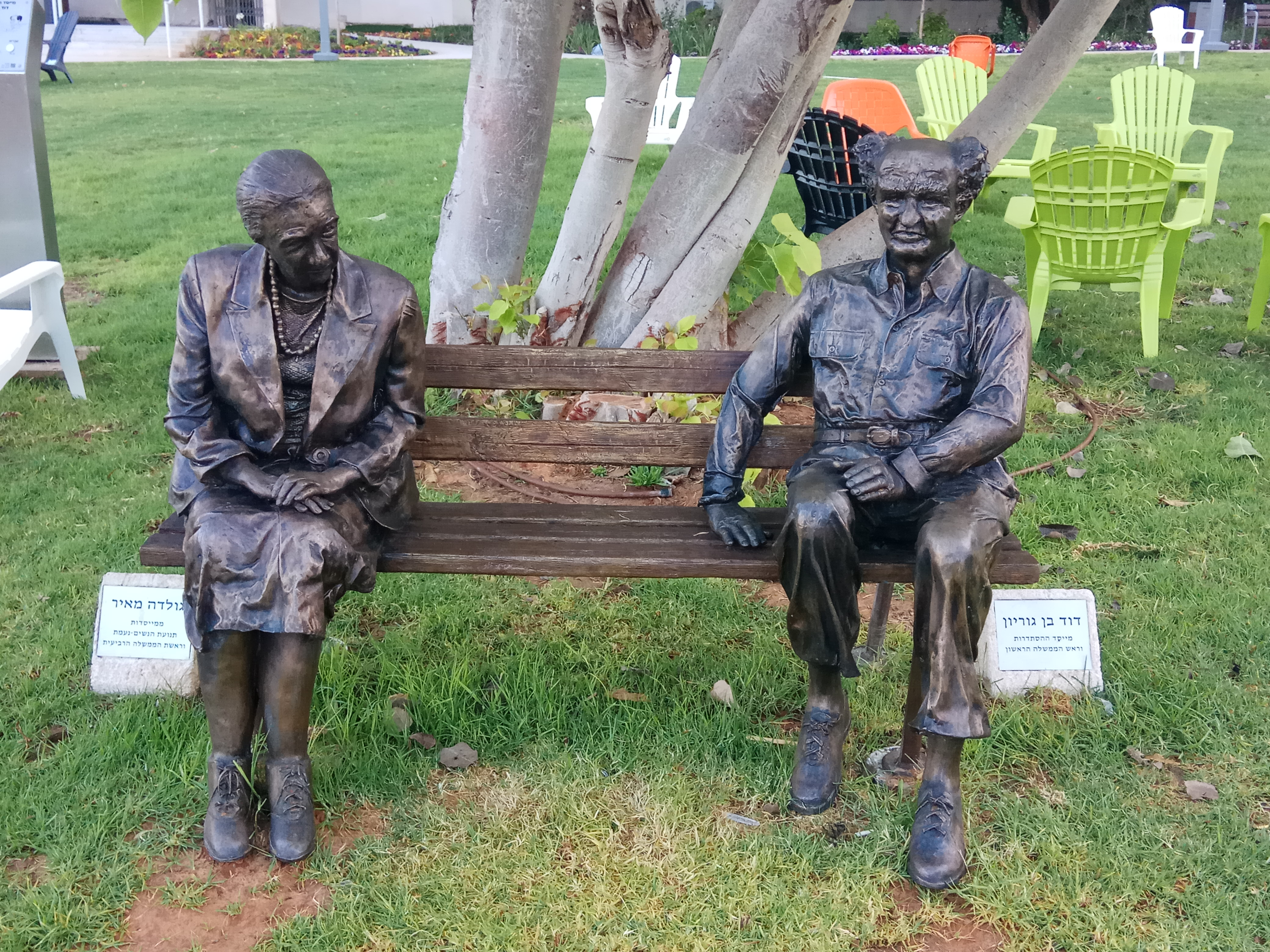
Статуя Меир и Давида Бен-Гуриона в парке Гистадрута (Тель-Авив)

## Государственная символика

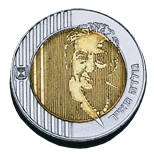
Голда Меир на 10-шекелевой монете

Голда Меир также увековечена Государством Израиль на денежных знаках и почтовых марках.
- Почта Израиля выпустила марку с портретом Меир в 1981 году[43].
- Купюра достоинством 10 тысяч шекелей с портретом бывшего премьер-министра была введена в обращение Банком Израиля в 1984 году[44].
- В 1985 году, после деноминации, портрет остался на новых банкнотах достоинством 10 новых шекелей[45].
- В 1995 году вместо выводимых из обращения купюр были отчеканены 1,5 миллиона памятных 10-шекелевых монет, на аверсе которых также изображена Голда Меир (на монетах основного дизайна на аверсе изображена финиковая пальма)[46].